# 月之暗面 (录音室专辑)
《月之暗面》（英語：The Dark Side of the Moon）是英国摇滚乐队平克·佛洛伊德的第八张录音室专辑，由Harvest唱片发行于1973年3月1日。这张专辑构思于乐队早期录音和现场表演，但缺乏了表现乐队早期作品的长篇的乐器独奏。它探索了冲突、贪婪、时间的流逝和精神疾病的主题，其中精神疾病这个主题的灵感来源于精神状况不断恶化的乐队创始人西德·巴雷特。
这张专辑发展自现场表演，一个早期版本在录音前几个月公演；新的材料在1972年和1973年两个时期在英国阿比路录音室录制。乐队在录音期间采用了一些先进的录音技术，包括多轨录音和循环带。模拟合成器在多个轨道上很突出，并且处处摘录了乐队的工作人员的访谈录和其他人提供的哲学上的引文。工程师亚伦·派森为许多独特的声音负责并招募了歌手克莱尔·托里。这张专辑具有标志性的唱片套是斯托姆·索格森设计的；遵循键盘手理查德·赖特“简单和大胆”的要求，它展现了一个棱镜的光谱，体现了乐队灯光安排和唱片的主题。
在这张专辑被发行后，获得了商业和极为重要的成功。它达到了公告牌二百强专辑榜的第一名并持续了一周，并在1973年到1988年在排行榜上停留了741周。随着2009年排行榜改变了计算方法，它再次进入排行榜，之后一共累计进入排行榜900多周。据估计，这张专辑已售出4500万份拷贝，是平克·佛洛伊德最成功的专辑，并且通常被认为是有史以来最伟大的专辑之一，它也是世界上销量最多的专辑之一。它已被重新和声和发布了多次，一些版本通过几种手段使其完全改变。它产生了两首成功的单曲《Money》和《Us and Them》。

## 背景
1971年12月，在《Meddle》发布后，乐队组织了一次前往英国、日本和美国的巡回演出。沃特斯在访问卡姆登镇的途中提出想要写一张关于“巡演”的专辑的想法。华特斯认为这张专辑应该描写一些”让人们为之疯狂“的东西，着眼于乐队眼下艰苦的生活和巨大的压力。华特斯认为，他们应该尝试用这张专辑帮助前乐团成员席德·巴雷特走出精神疾病的阴影。这张专辑的和1969年《The Man and The Journey》想要探讨的问题有相似之处。据滚石报道，吉他手大卫·吉尔摩表示：”我们都认为，当然沃特斯也这么想，我们之前写的那些歌词都太委婉暧昧了，我们的确应该努力让他们变得更加清晰，具体。
乐队的所有四位成员都认为，一如沃特斯所说，为一张专辑制定一个统一的概念很有必要。沃特斯，吉尔摩，马森，和键盘手理查德·赖特都参与了新专辑的创作，沃特斯在他伊斯灵顿的老家花园中的一个小工作室中制作了这张专辑的早期demo。这张专辑的其中一部分取材于之前没有采用过的旧素材;开头曲《Breathe》来自沃特斯和Ron Geesin为《The Body》谱写的一首作品；《Us and Them》的基本架构来源于赖特为《扎布里斯基角》写的一首曲子。他们在滚石乐队所有的一家琴房进行了初次彩排，接着又在伦敦芬斯伯里公园的彩虹剧院进行了后续的排练。为此他们还购置了许多新的设备：新的音响，新的功放，一个四声道，28轨的调音台，以及一套定制的灯光系统。整套设备重达九吨，装了整整三卡车，这也是他们首次在巡演过程中间制作专辑。专辑被暂命名为《月之暗面》（更多指的是人类精神和心智中的阴影，而不是天文学上的概念）。但是当他们发现这个名字已经被另一个乐队，Medicine Head所使用的时候，他们将其有暂改为了《月食》。他们与1972年的1月20号，在布莱顿的音乐厅中进行了新专辑的首次演出。随后，由于Medicine Head出现了一些经济上的问题，平克又将专辑名改了回去。
《月之暗面，疯狂的一隅》，正如之后它为人们所熟知的那样,与1972年2月17日正式发布。在其发布一年前，在彩虹剧院表演时，它就早已大获好评。《时代》的编辑Michael Wales评价道：“我泪流满面，它（这张专辑）对音乐的目的和追求了解得透彻而深刻。”《星期日泰晤士报》的Derek Jewell写道；“平克·弗洛伊德的音乐理想现在已经达到了高远的境界。”《Melody Maker》显得没有那么热情：“他们在音乐上确实有许多不错的想法，但是他们的声乐效果常常让我觉得我自己深处伦敦动物园的鸟笼中。”
巡演剩下的部分也得到了公众很高的赞扬。新曲目也一模一样按照录音原样表演，但也有一些不同，包括”On the Sun"中间没有了合成器的部分，以及朗读圣经的部分被取代为Clare Torry的《The Great Gig in the Sky》。
乐团横跨欧洲和北美的漫长巡演给了他们改善演出规模和质量的机会。二月下旬，他们为法国导演Barbet Schroeder的电影《La Vallée》录制配乐，这稍稍打断了他们制作专辑的进程。随后他们再次在日本进行了演出，于3月又回到了法国，继续电影配乐的工作。在解决完北美的些许事务之后，乐队在5月24日到6月25之间进行了专辑的录制。接着他们又在欧洲和北美进行了一些巡演，最后于1973年1月9日完成了整张专辑的最终制作。

## 概念
《月之暗面》是基于平克·弗洛伊德在过去的诸多演出和录音实验的基础上创作出来的。但正如David Fricke所批评的那样，自从1968年，席德·巴雷特离队之后，平克的配器变得单调，缺乏多样性。作为巴雷特的后继者，吉尔摩将乐队之前使用过的诸多乐器称为：“疯子才会玩的玩意儿”，沃特斯在1971年创作的《Meddle》也成为了乐队的重要转折点，其中的理念在《月之暗面》中间得到了体现。《月之暗面》的情感主题主要是围绕矛盾，贪婪，时间的流逝，死亡，和疯狂，最后一点实际上是从巴雷特当时不稳定的精神状态中得到的启示。这张专辑最为著名的是它对具象音乐概念的使用以及其概念性，哲学性的歌词，这些特点在平克的其他专辑中也有所体现。
专辑的每一面都是一篇独立而持续的乐章。每一面的五首歌都反映着人生的不同阶段，以心跳声作为起始和结束，借此来探讨人的天性和（沃特斯说）"共鸣"。“Speak to Me”和“Breathe”两首着眼于生活中间世俗而微不足道的小事，但这些小事往往伴随着
永存的，“疯狂”的威胁，已经他们生命的价值所在——“Don`t be afraid to care”。场景转到机场，“On the Run”紧张的配器风格唤醒了人们时常在现代旅行中间体验到的紧张和压力，当然这其中也包含了沃特斯对于飞行的恐惧。“Time”解释了时间的流逝足以改变人的一生，以及给那些仍旧沉迷于世俗事务人们以警告。紧接着“Breath(Reprise)"又话锋一收，将专辑从狂野的倾向拉了回来。专辑的第一面最后以Wright和歌手Clare Torry灵魂乐风的，对死亡的隐喻式歌唱“The Great Gig in the Sky"收尾了。专辑第二面的第一首歌，“Money”以收银机的音效和缓慢的变化，以及嘲讽的歌词和钱币叮叮当当的声音讽刺了人们的贪婪和消费主义倾向（但其实最讽刺的一点在于，“Money”反而是这张专辑中间卖的最好的一首歌，也被许多其他乐队翻唱过）."Us and them”用对冲突的象征和人际关系之间的激烈对抗表现出了社会中令人感到不安的孤立感。“Any Colour You Like”关注了个人在整个社会中，选择的匮乏。“Brain Damage”看到了因为个人将追名逐利放在自身本质需求之上，由此导致的疯狂，特别是其中的一句歌词“当你的乐队也开始跟你唱反调”，影射了前成员席德·巴雷特的精神崩溃。整张专辑的收官之作“Eclipse”同时向人们颂扬了“差别”和“统一”这两种看似对立实则相同的概念，这让听众们不得不去思考人性中的相同之处。

## 录制
这张专辑是在阿比路录音室录制完成的，于1972年5月到1973年1月之前，分两期录制。与此同时，乐团还和亚伦·派森签约，他曾参与平克的《原子心之母》的母带制作，并且在披头士的《艾比路》和《Let It Be》这两张专辑中间担任录音工程师。这张专辑用到了许多当时最先进的制作技术，阿比路可以用16轨录制，相比于原本的4-8轨录制，这让乐曲显得更加有可塑性，尽管平克总是喜欢使用许多音轨，好让之后的二次拷贝变得更加容易。
录制是从6月1号开始的，最先录制的是“Us and Them”，六天之后又录了“Money”。沃特斯通过将许多和钱有关的声音，包括把硬币扔进他妻子做陶器用的碗里的叮当声等等，拼接起来做成了一条循环播放的“声效带”，这段声音在平克随后制作《月之暗面》4.0环绕声版本的时候被重置了(派森其实对重新录制的这段声音有些不满，因为制作的时间太短，缺乏多轨的录音设备等等）。接下来录制的就是“Time”和“The Great Gig in the Sky”。之后乐队休息了两个月，陪陪家人，以及筹备他们随后赴美国的巡演。录音的过程一波三折，沃特斯经常请假去看阿森纳的比赛，乐队的其他成员也经常看《蒙提·派森的飞行马戏团》，只剩下了派森一个人处理录音的问题。吉尔摩在2003年一次接受采访的时候说：“ 我们有时候会看，但一旦开始认真做事，我们就会全力以赴。”。
1973年1月他们从美国回来之后，他们录制了“Brain Damage”，“Eclipse”，“Any Colour You Like”和“On the Run”,并对之前他们录的内容做了些许微调。他们还雇了一个女声四重唱组合给“Brain Damage”，“Eclipse”和“Time”伴唱，还邀请了萨克斯乐手Dick Parry给“Us and Them”还有“Money”配乐。他们还和导演Adrian Maden合作，将他们在录音室工作的全过程摄制成了一部短片：《Pink Floyd: Live at Pompeii》。录制一结束，他们就开始了自己的欧洲巡演。

### 器乐
专辑中的“Speak to me”和使用录音带的“Money”的声音效果都非常出众，这让这张专辑与众不同。尼克·梅森在他自己的家中写下了“Speak to Me”的草稿，随后在工作室里完成了它。这首歌是作为整张专辑的序曲出现的，其中包含了专辑每一首歌简短而模糊的片段。乐曲的背景部分是简单的钢琴和弦，起到构筑作用。“Breathe”紧接着跟上。梅森很少见地为“Speak to Me”创作了一段钢琴solo。
“Money”的音效是沃特斯把硬币的声音，撕纸的声音，收银机的声音以及机器咔嚓的声音剪成小段，再拼接成一张7拍的循环声音带(随后在专辑的四声道环绕声版本中间，为了营造出一种”在室内走动“的氛围，这一段被用到了四首歌中）。有时这张专辑中进行的声乐实验甚至需要工程师和乐队成员同时控制合成器上的削减选项，借此来让乐曲中庞杂的各个声道得到完美的混合（特别是“On the Run“的部分）。
尽管使用的传统的摇滚乐队配置，平克使用了当时尚未广泛普及的合成器给他们的音效增添了色彩。例如，他们在“Brain Damage”和“Any Colour You Like”中间运用了EMS VC3，在“Time”和“On the Run”中间用到了Synthi A。他们也录制并使用了一些其他专辑中间其实并不常见的声音，例如助理工程师在录制“On the Run”的过程中使用了工作室中的回声房间，在“Speak to Me”，“On the Run”，“Time”和“Eclipse”中间，低音鼓经过特殊处理，模拟了人的心跳声。这种心跳声在专辑的开始和结尾最为抓耳，但是在“Time”和“On the Run”中间听得就不是那么明显了。“Time”中最显著的是时钟的滴答声，其次就是时常穿插在乐曲中间的太空鼓。这首歌的钟表部分录音原本是由派森用四声道的方式尝试录制的，每一段都是在一家旧表店录的。尽管这些音效并不是单独为了这张专辑录的，但是最终还是被运用到了《月之暗面》中间。

### 人声
包括“Us and Them”和“Time”在内的有许多首曲子的合声部分是依靠着理查德·赖特和大卫·吉尔摩的个人能力才得以将制作成功的。在2003年的Classic Albums出品的纪录片《The Making of The Dark Side of the Moon》中，沃特斯表示这是因为当时录制的声音都极其相似。为了更好地处理这一点，派森利用了工作室中的双音轨录制，以便区分吉他和人声的部分，这也让吉尔摩得以自己和声。和声师同时还对人生和器乐添加了凸缘和相移效果，并巧妙地加入了一些混响效果，以及各个频道之间的摇摄效果（最明显的是“On the run”的四声道的版本，Hammond B3的声效通过莱斯利扬声器播放出来，环绕在听者耳边）。
专辑的鸣谢名单中包括Clare Torry，她是一位和声和创作型歌手，也是艾比路工作室的常客。她制作过一些流行专辑。派森在听过其中的一张之后，邀请她来唱赖特创作的“The Great Gig in the Sky”。她本来为了去看查克·贝里在汉默史密斯阿波罗的演出,但最后安排了时间之后，她周天还是来到了工作室。乐队成员给她讲述了专辑的制作理念，但是没有具体告诉她应该做什么。吉尔摩掌管着这一段音乐的录制，当天晚上，Torry合着赖特极其情绪化的钢琴solo，唱了一段没有歌词旋律。她起初因为自己在录音时情绪过于泛滥而感觉很尴尬，本想给乐队的各位道歉，但最后发现其实大家反而还很是满意。她的录音随后经过编辑之后被录入了专辑中。乐队付了她30磅，相当于2018年的360磅，但是在2004年她向EMI起诉平克弗洛伊德，表示自己在《The Great Gig in the Sky》中的表演足够让她享有共同著作权。高等法庭赞同她的观点，但是并没有宣布处理方法。但所有2005年之后的著作者都标志为赖特和Torry共同创作。
每首歌之间碎片化的音效也是这张专辑一个非常显著的特点，沃特斯还写了几张带问题的卡片，给工作室里的两位职工和其他的一些工作人员提问。整个过程都是在光线昏暗的三号工作室录制的，然后给他们看卡片上的问题，例如“你最喜欢的颜色是什么？”，“你最喜欢吃什么？”。随后这些提问就引出了这张专辑的核心概念：疯狂，暴力和死亡。后面的问题就和这些息息相关，比如“你最后一次使用暴力是什么时候？”，“使用完之后你还好么？”。Roger“The Hat”Manifold当时不太好找，于是就只有他接受了采访，后面问题卡片就找不到了。沃特斯问到了Manifold曾经和一位司机有过的暴力经历。Manifold回忆道：“我给了他又快又狠地来了一下”，当问到死亡时，他说：“今日生，明日死，这就是我的人生。”。另外一位舞台道具管理员，Chris Adamson当时正跟着平克一起巡演，于是也录了两句：“这几年我他妈确实是过得挺荒唐，真他妈荒唐。”。乐队当时的路演顾问彼得·沃茨（演员娜奥米·沃茨的父亲）录制了“Brain Damage”和“Speak to Me”中间重复的笑声的部分。他的第二任妻子，Patrica “Puddie”Watts（现在是Patrica Gleason）负责一个用在“Money”和“Us and Them”中间的“欠打”的男人形象。而且“The Great Gig in the Sky”中途，穿插了一句“我从没说过我害怕死亡”。
但是这些回答中最吸引人的，应该是那句：“我并不害怕死亡，人随时都可能死去，所以我为什么要害怕死亡呢？这毫无理由，人固有一死。”还有专辑结尾处的“实际上月亮没有暗面，它其实是全黑的。”，这两句话是工作室一位爱尔兰籍的守门人Gerry O`Driscoll录下的。保罗·麦卡特尼和琳达·麦卡特尼实际上也参与了录音，但是乐队认为他们的回答有点“故作滑稽”，于是在录制专辑的过程中间没有采用。麦卡特尼的羽翼乐队中的队友亨利·麦卡洛录了一句“我也不知道，我当时喝醉了”。

### 完成录制
在专辑初次完成之后，乐队请制作人Chirs Thomas来试听了一下整张专辑。实际上他的才华主要还是在创作音乐方面，而不是声乐工程。他曾经和披头士的制作人乔治·马丁合作，还和平克的经理Steve O`Rourke是老相识。乐团的四位成员就混音的风格产生了一些分歧，沃特斯和梅森希望利用“非音乐元素”制造出一种“干燥而明了”的感觉，然而吉尔摩和赖特希望加入一些“回声”。Thomas立马澄清其实没有必要为这种事情争执不休，“这两种音效没有那么大的区别，罗杰（沃特斯）也没说不想要回音的效果。他们虽然有异议，但是也没有到吵崩的地步。反而形成了一种极具创意的氛围，让人很开心。”尽管事实是否真的如此我们并不知道，但可以肯定的是，Thomas的到来让吉尔摩和沃特斯之间达成了妥协，他们对最终的成品都感到相当满意。Thomas为专辑做出了几个重大的改动，例如“Us and Them”中间回音效果恰到好处的运用。“The Great Gig in the Sky”的录音他也出了一份力（尽管是派森雇的Torry）。在2006年接受采访，被问到关于他在工作室里做到的一切时，沃特斯如是说道：
录音完成之後，我就搞了一份卷到卷的拷贝带回家给我妻子听。我刚开始放，自己就忍不住流泪了。我想著这张专辑一定会触动人心中的某个部分，对此我很高兴。当你完成了一项成就，特别是当你创作了一段音乐的时候，你会选择作为一个旁观者的角度去倾听它，就好像你是给别人而不是给自己弹的一样。那个时候我想「这张专辑可厉害了，而且我百分之百相信人们肯定会喜欢它的」。

## 包装
当时我感觉整个乐队都是作为一个团队，相互协作。那真是一段极具创意的时光，我们彼此都非常开放。——理查德·赖特
《月之暗面》本来是准备采用Hiognosis和George Hardie的设计，用对开式的装帧。Hipgnosis曾经为乐队之前的几张专辑设计过封面，他对这种设计其实有些异议。EMI本来期待更加传统一些的封面设计，希望在封面上有一些文字性的描述，所以他们在看到《原子心之母》和《风起云涌》的专辑封面时感到了一丝困惑。设计师Storm Thorgerson和Aubrey Powell力排众议，做出了与众不同的作品。在为《月之暗面》设计封面的时候，他们经过讨论，希望把专辑封面做的更加“小巧，明晰又别致”。专辑封面的灵感来自于Thorgerson之前在一本摄影书上看到的，光束射进棱镜，折射出七彩光芒的照片。
封面的设计是在George Hardie的协助之下完成的。Hipgnosis设计了封面的七个样本，给乐队成员选择，但是他们一直认为棱镜绝对是不二之选。最终的定稿就是光线被棱镜折射成七彩光芒的样子。这个设计包含了乐队的三种元素：表演时舞台的灯光，歌词以及赖特对封面的要求：简洁。散射出的光线一直穿过封面，延伸到封皮的内侧（这个想法是沃特斯提出来的）。之后，这种对开式的设计似乎又在视觉上象征了专辑中反复使用的，人的心跳声。专辑的背面还有另外一个棱镜，又聚拢了原本被散射的光线，这样的设计在CD店中很是抓人眼球。光线穿过散射出来的光芒中其实没有“蓝色”（对照传统意义上的赤橙黄绿青蓝紫）。封套内部有两张海报和金字塔型主题贴纸。一张海报上是在音乐会上表演的乐队成员，上面还印着PINK FLOYD的字母，另外一张式Powell和Thorgerson设计的，吉萨金字塔的航拍图。
乐队头一次对沃特斯的歌词感到非常自信，以至于他们把它印到了专辑的扉页上。

## 发布
平克没有马上制作专辑的四声道版本，整个乐队（除了赖特）都抵制了出版商2月27号在伦敦天文台举办的招待会。整个大厅中间只有纸板制作的乐队人像，扬声器里播放的也是专辑的低音质版本。但是出版方却显得热情十足。Melody Maker的Roy Hollingworth表示专辑的第一面“令人感到困惑，捉摸不透”，但随即又赞美了第二面，写道:“所有的歌曲，音效，节奏都是如此的振聋发聩，萨克斯的演奏余音绕梁，整个乐队充满了摇滚的气息，随即消失在夜幕之中。”Sounds的Steve Peacock写道：“我不在乎你之前有没有听过平克·弗洛伊德的任何作品，但我强烈推荐每个人都去听听《月之暗面》。”Loyd Grossman在1973年他在滚石杂志上刊登的乐评中写道：“《月之暗面》无论是在组织还是在理念上都丰富至极，以至于它需要，甚至是要求听众有极强的代入感，”。在他编写的《Christgau`s Record Guide（1981）》一书中，罗伯特·克里斯特高表示歌词显得有些陈词滥调，音乐也有些骄傲自大，但他还是将这张专辑形容为：“媚俗的杰作”，其中录下的对话片段，佩里的萨克斯，以及其他录音室中的声效，和吉尔摩的吉他solo相得益彰。
《月之暗面》于1973年3月1号在美国首次发行，3月16号在英国发售，一经发售，《月之暗面》立马在英国乃至整个西欧蹿红。发行的第二个月，专辑就在美国得到了黄金认证。在三月份的美国巡演中，平克将这张专辑作为演出的一部分加入了表演，包括在3月17号，纽约的无线电城音乐厅，当着6000名观众的午夜表演。1973年4月28号，专辑登上了公告牌二百强专辑榜的首位，甚至乐队因为专辑的畅销不得不在两个月后又开了一次巡演。

### 唱片公司
《月之暗面》早期在美国的成功得益于平克在美国的合作唱片公司，Capitol Records。当时刚刚走马上任的总裁Bhaskar Menon正着手扭转乐团1971年发行的专辑《Meddle》惨淡的销量。与此同时，由于对Capitol怀有些许不满，平克和乐队经理O`Rourke在背地里CBS的主席ClIve Davis谈和哥伦比亚唱片公司的新合约。《月之暗面》原本是平克在合同期内的最后一张专辑。Menon为了新专辑投入了大量心力和资源，在广告上轰轰烈烈大做文章。甚至还专门剪辑出了一个适用于电台的《Time》和《Us and Them》的单行版本。在有些国家，特别是英国，平克自从1968年的《Point Me at the Sky》之后已经很久没有发行过单曲了。但5月7号，《Money》破例作为单曲发行了，唱片的B面还附送了《Any Colour You Like》。1973年7月，它就在公告牌百强单曲榜上名列13名。不久后一张单声道，立体声混响的单曲专辑（还附了一根白色系带）。单声道的版本把“Bullshit”的“shit”部分去掉，只留下了“bull”。但立体声的版本一刀未剪。不久这个未剪辑的版本就被唱片公司收回了，并把新的版本重新邮到了广播台，建议DJ们不要使用为剪辑的版本。1974年2月4日发行了一版双A面的唱片，《Time》在其中一面，《Us and Them》在另外一面。可Menon所作的一切没能让平克和他们再次签约。1974年起，平克就宣布和哥伦比亚唱片以1百万的价格签约（在英国和欧洲他们还是继续和Harvest Record合作）。

### 重新发行和灌录
1979年Mobile Fidelity Sound Lab（MFSL）曾經發售經由他們調校後的唱片，之後在1988年4月又用了他們的「Ultradisc」黃金CD的產品線發售。
而EMI則是在1984以當時最新的CD格式重發了這張專輯，八年後亦再重新製作後收錄在1992年的套裝CD組合"Shine On"中，同一版本也在次年單獨發行成附有明信片的20週年紀念組合，封面由當年的設計師 Storm Thorgerson 重新設計。有些人發現後來壓製的CD中，在"Eclipse"的末段結束整張專輯的心跳聲的部分，可以聽到極小聲披頭四名曲"Ticket to Ride"的弦樂部分，這可能是混音上的錯誤，並沒有出現在原版的黑膠唱片中。
原始的四聲道混音是由EMI製作而非樂團的主意，但直到約30年後的DVD-Audio版靴腿問世才真正受到注意。母帶應該是來自於原始錄音室中的工程師，由一個不知名但自稱是「專業音效工程師」的人製作。而為了慶祝專輯發售30週年，2003年發售了一個全新的環繞音效版本。而讓眾人驚訝的是，樂團不用Alan Parsons混音的舊版（在原版發售後一陣子混音的），而啟用音效工程師James Guthrie製作全新的5.1聲道SACD版。James Guthrie從1979年作品The Wall的製作和音效工程就一直跟樂團合作，先前還做了The Wall的DVD和Roger Waters的In The Flesh的SACD中的環繞音效。2003年時，Alan Parsons曾對James Guthrie的版本表示有些失望：
我有點失望，某些部分不太連貫。我到大概三分之二的部分發現我已經有點忘記我是在聽環繞音效了。James有點過於接近原始混音。他該冒點險的，就像我那時在四聲道上做的。我在做環繞混音的時候總會堅持的一點就是: 保持興趣。——Alan Parsons
對於〈On the Run〉的環繞音效，Alan Parsons說：「在聽完他的混音後，我覺得我是在聽雙聲道的音樂加一點環繞效果」但接著他稱讚了其他歌，特別是〈The Great Gig in the Sky〉：「我得對於他把Clare的歌聲處理得很好表示點敬意，他證明了雙聲道混音是不夠好的，鍵盤的比重太重了，而有點Clare的歌聲有點太輕了。在我的四聲道混音中，鍵盤減輕了，就在說明我真的沒在雙聲道混音上做得很精確。四聲道版聽起來很棒，不過James依然有些優點，他的混音相當乾淨，並且他將Clare的歌聲帶出更多。」這個30週年紀念版在2003年贏了4項環繞音效獎。
月之暗面同時在2003年時以180克處女膠（180-gram virgin vinyl）的規格重新發售了黑膠唱片（由Kevin Gray於AcousTech Mastering混音）包含了與原版相似的海報和貼紙，以及30週年紀念海報。

## 曲目列表
| 第一面 | 第一面                   | 第一面                                | 第一面 |
| 曲序   | 曲目                     | 作曲                                  | 时长   |
| ------ | ------------------------ | ------------------------------------- | ------ |
| 1.     | Speak to Me              | Nick Mason                            | 1:30   |
| 2.     | Breathe                  | David Gilmour、Waters、Richard Wright | 2:43   |
| 3.     | On the Run               | Gilmour、Waters                       | 3:30   |
| 4.     | Time                     | Gilmour、Waters、Wright、Mason        | 6:53   |
| 5.     | The Great Gig in the Sky | Wright、Clare Torry                   | 4:15   |

| 第二面 | 第二面              | 第二面                 | 第二面 |
| 曲序   | 曲目                | 作曲                   | 时长   |
| ------ | ------------------- | ---------------------- | ------ |
| 1.     | Money               | Waters                 | 6:30   |
| 2.     | Us and Them         | Waters、Wright         | 7:34   |
| 3.     | Any Colour You Like | Gilmour、Wright、Mason | 3:24   |
| 4.     | Brain Damage        | Waters                 | 3:50   |
| 5.     | Eclipse             | Waters                 | 1:45   |

## 人员

### 平克·佛洛伊德
- 大卫·吉尔摩 – 人声、吉他、EMS Synthi AKS（英语：EMS Synthi AKS）
- 尼克·梅森 – 鼓、打击乐器、磁带效果
- 理查德·赖特 – 风琴 (Hammond和Farfisa风琴)、钢琴、电子琴 (Wurlitzer电子琴和Rhodes琴)、人声、EMS_VCS_3（英语：EMS_VCS_3）、Synthi AKS
- 罗杰·沃特斯 – 贝斯吉他、人声、VCS 3、磁带效果

| - 迪克·帕里 – 《Us and Them》和《Money》中萨克斯管 - 克莱尔·托里 – 《The Great Gig in the Sky》中人声 - 桃樂絲·特洛伊 – 副声 - 莱斯利·邓肯 – 副声 - 丽莎·斯特赖克 – 副声 - 巴里圣·约翰 – 副声 | - 艾伦·帕森斯 – 工程师 - 彼得·詹姆斯 – 助手 （在美国发行的首版黑胶唱片中被叫做彼特·琼斯） - 克里斯·托马斯 – 混音监督者 - Hipgnosis – 封套设计、摄影 - George Hardie – 封套艺术设计、标签艺术设计 |

## 排行和销量
| 排行榜 （1973）                       | 排名 |
| ------------------------------------- | ---- |
| Australia (Kent Music Report)         | 2    |
| 奧地利（奧地利Ö3專輯榜）              | 1    |
| 加拿大专辑榜（RPM）                   | ㅤ1  |
| 荷蘭（MegaCharts專輯榜）              | 2    |
| 德國（Offizielle Top 100專輯榜）      | 3    |
| 挪威（VG-lista專輯榜）                | 2    |
| Spanish Albums (AFE)                  | 3    |
| 英國（OCC專輯榜）                     | 2    |
| 美国（《告示牌》200）                 | 1    |
| 排行榜 （1975）                       | 排名 |
| 紐西蘭（RMNZ專輯榜）                  | 4    |
| 英國（OCC專輯榜）                     | 7    |
| 美国（《告示牌》200）                 | 23   |
| 排行榜 （93-95）                      | 排名 |
| 澳大利亞（ARIA專輯榜）                | 11   |
| 加拿大专辑榜（RPM）                   | ㅤ20 |
| 荷蘭（MegaCharts專輯榜）              | 59   |
| 德國（Offizielle Top 100專輯榜）      | 28   |
| 挪威（VG-lista專輯榜）                | 16   |
| 紐西蘭（RMNZ專輯榜）                  | 1    |
| 瑞典（Sverigetopplistan專輯榜）       | 45   |
| 排行榜 （2003）                       | 排名 |
| 奧地利（奧地利Ö3專輯榜）              | 48   |
| 比利時法蘭德斯（Ultratop專輯榜）      | 42   |
| 比利時瓦隆（Ultratop專輯榜）          | 28   |
| 荷蘭（MegaCharts專輯榜）              | 30   |
| 德國（Offizielle Top 100專輯榜）      | 3    |
| 愛爾蘭（IRMA專輯榜）                  | 41   |
| 義大利（FIMI專輯榜）                  | 2    |
| 紐西蘭（RMNZ專輯榜）                  | 6    |
| 挪威（VG-lista專輯榜）                | 7    |
| 波蘭（ZPAV專輯榜）                    | 24   |
| 葡萄牙（AFP專輯榜）                   | 3    |
| 排行榜 （2005-06）                    | 排名 |
| 澳大利亞（ARIA專輯榜）                | 24   |
| 比利時法蘭德斯（Ultratop專輯榜）      | 55   |
| 比利時瓦隆（Ultratop專輯榜）          | 49   |
| 丹麥（Hitlisten專輯榜）               | 26   |
| 芬蘭（Suomen virallinen lista專輯榜） | 10   |
| 愛爾蘭（IRMA專輯榜）                  | 43   |
| 義大利（FIMI專輯榜）                  | 5    |
| 挪威（VG-lista專輯榜）                | 16   |
| 波蘭（ZPAV專輯榜）                    | 24   |
| 西班牙（PROMUSICAE專輯榜）            | 96   |
| 瑞典（Sverigetopplistan專輯榜）       | 16   |
| 瑞士（Schweizer Hitparade專輯榜）     | 47   |
| 排行榜 （2011）                       | 排名 |
| 澳大利亞（ARIA專輯榜）                | 22   |
| 奧地利（奧地利Ö3專輯榜）              | 10   |
| 比利時法蘭德斯（Ultratop專輯榜）      | 16   |
| 比利時瓦隆（Ultratop專輯榜）          | 6    |
| 捷克（ČNS IFPI專輯榜）                | 13   |
| 丹麥（Hitlisten專輯榜）               | 21   |
| 荷蘭（MegaCharts專輯榜）              | 19   |
| 芬蘭（Suomen virallinen lista專輯榜） | 16   |
| 法國（SNEP專輯榜）                    | 7    |
| 德國（Offizielle Top 100專輯榜）      | 3    |
| 愛爾蘭（IRMA專輯榜）                  | 25   |
| 義大利（FIMI專輯榜）                  | 5    |
| 紐西蘭（RMNZ專輯榜）                  | 8    |
| 挪威（VG-lista專輯榜）                | 11   |
| 波蘭（ZPAV專輯榜）                    | 8    |
| 葡萄牙（AFP專輯榜）                   | 5    |
| 西班牙（PROMUSICAE專輯榜）            | 15   |
| 瑞典（Sverigetopplistan專輯榜）       | 15   |
| 瑞士（Schweizer Hitparade專輯榜）     | 8    |
| 英國（OCC專輯榜）                     | 11   |
| 美国（《告示牌》200）                 | 12   |

| 地區                                      | 认证     | 认证单位/销量 |
| ----------------------------------------- | -------- | ------------- |
| 阿根廷（阿根廷音像製品協會）              | 2× 白金  | 120,000^      |
| 澳大利亚（澳大利亚唱片业协会）            | 14× 白金 | 980,000^      |
| 奥地利（國際唱片業協會奧地利分會）        | 2× 白金  | 100,000*      |
| 加拿大（加拿大音乐协会）                  | 2× 钻石  | 2,000,000^    |
| 法国（法國唱片出版業公會）                | 白金     | 2,084,500     |
| 德国（聯邦音樂產業協會）                  | 2× 白金  | 1,000,000^    |
| 意大利（意大利音乐产业联盟） (since 2009) | 4× 白金  | 200,000‡      |
| 新西兰（新西兰唱片音乐协会）              | 16× 白金 | 240,000^      |
| 波兰（波蘭音像製造商協會）                | 白金     | 100,000*      |
| 英国（英国唱片业协会）                    | 14× 白金 | 4,300,000     |
| 美国（美國唱片業協會）                    | 15× 白金 | 15,000,000^   |
| *僅含認證的實際銷量 ^僅含認證的出貨量     |          |               |

## 发行历史
| 国家     | 时间          | 唱片公司                         | 形式                      | 编号                                                              |
| -------- | ------------- | -------------------------------- | ------------------------- | ----------------------------------------------------------------- |
| 加拿大   | 1973年3月1日  | Harvest唱片                      | 黑胶唱片、录音带和8-Track | SMAS-11163（黑胶唱片） 4XW-11163 （录音带） 8XW-11163 （8-Track） |
| 美国     | 1973年3月1日  | 国会音乐集团                     | 黑胶唱片、录音带和8-Track | SMAS-11163（黑胶唱片） 4XW-11163 （录音带） 8XW-11163 （8-Track） |
| 英国     | 1973年3月16日 | Harvest唱片                      | 黑胶唱片、录音带和8-Track | SHVL 804 (黑胶唱片) TC-SHVL 804 (录音带) Q8-SHVL 804 (8-Track)    |
| 澳大利亚 | 1973年        | Harvest唱片                      | 黑胶唱片                  | Q4 SHVLA.804                                                      |
| 中国     | 1994年        | 上海步升大風音樂文化傳播有限公司 | CD                        |                                                                   |